# Leptogenys breviceps
Leptogenys breviceps är en myrart som beskrevs av Hugo Viehmeyer 1914. Leptogenys breviceps ingår i släktet Leptogenys och familjen myror. Inga underarter finns listade i Catalogue of Life.

## Bildgalleri

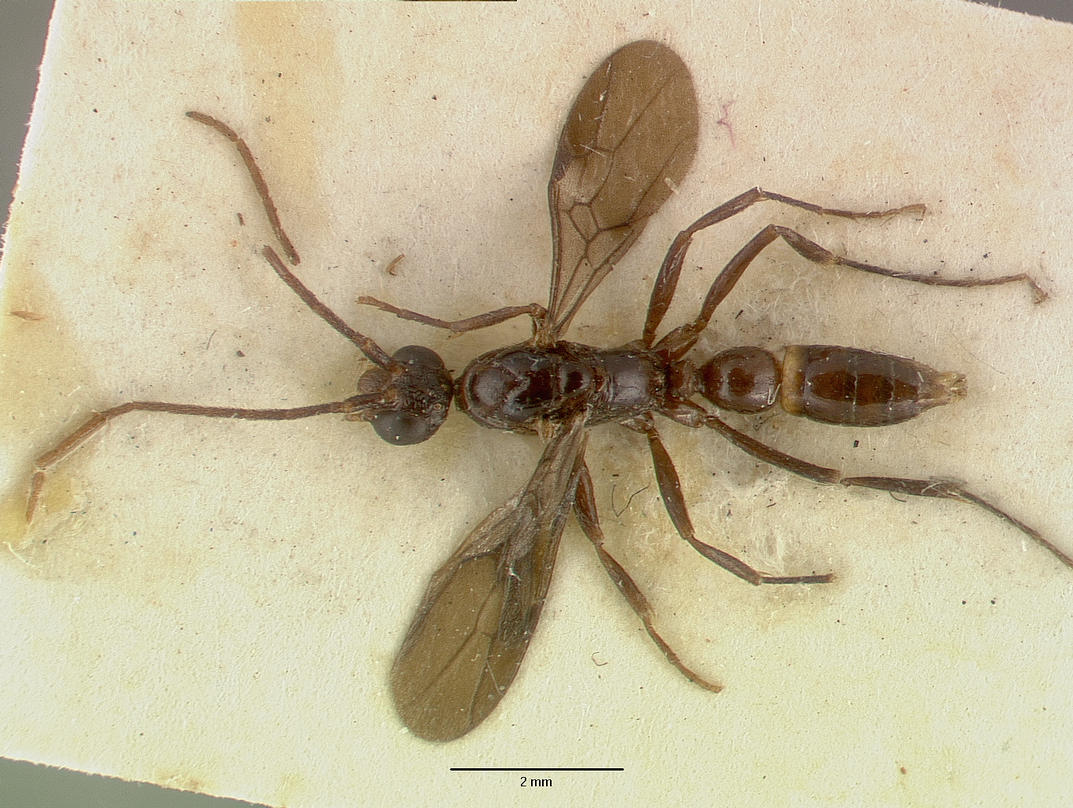
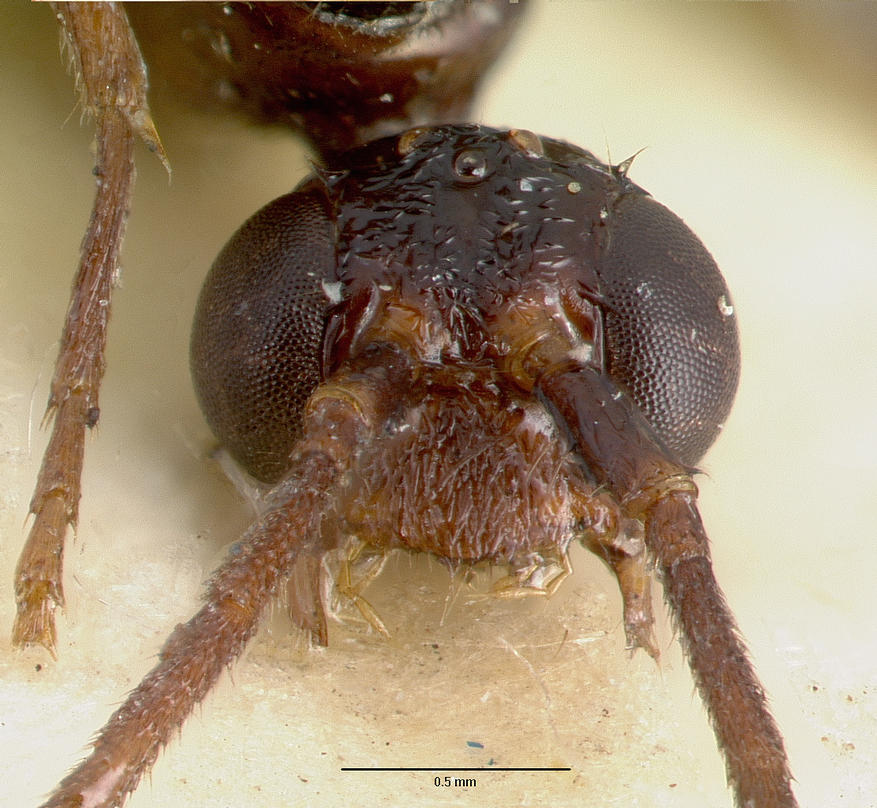
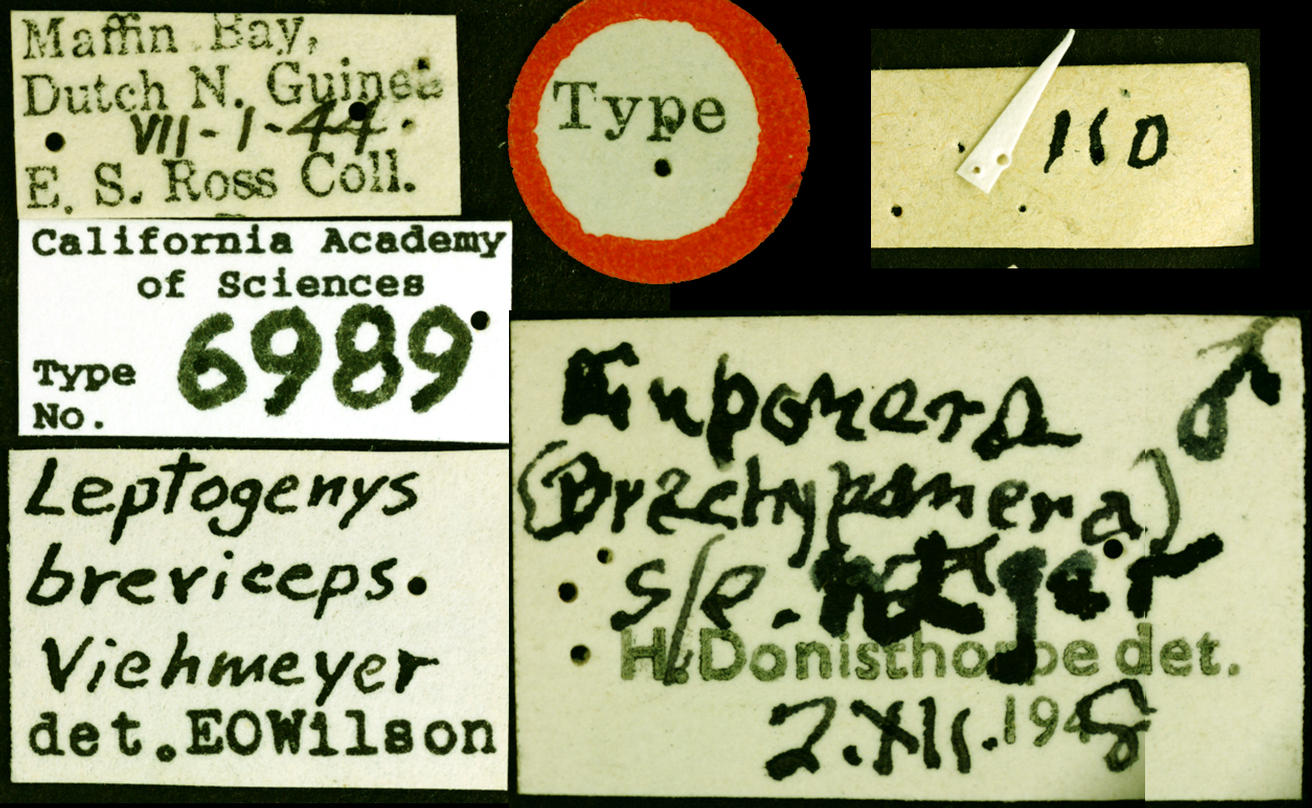
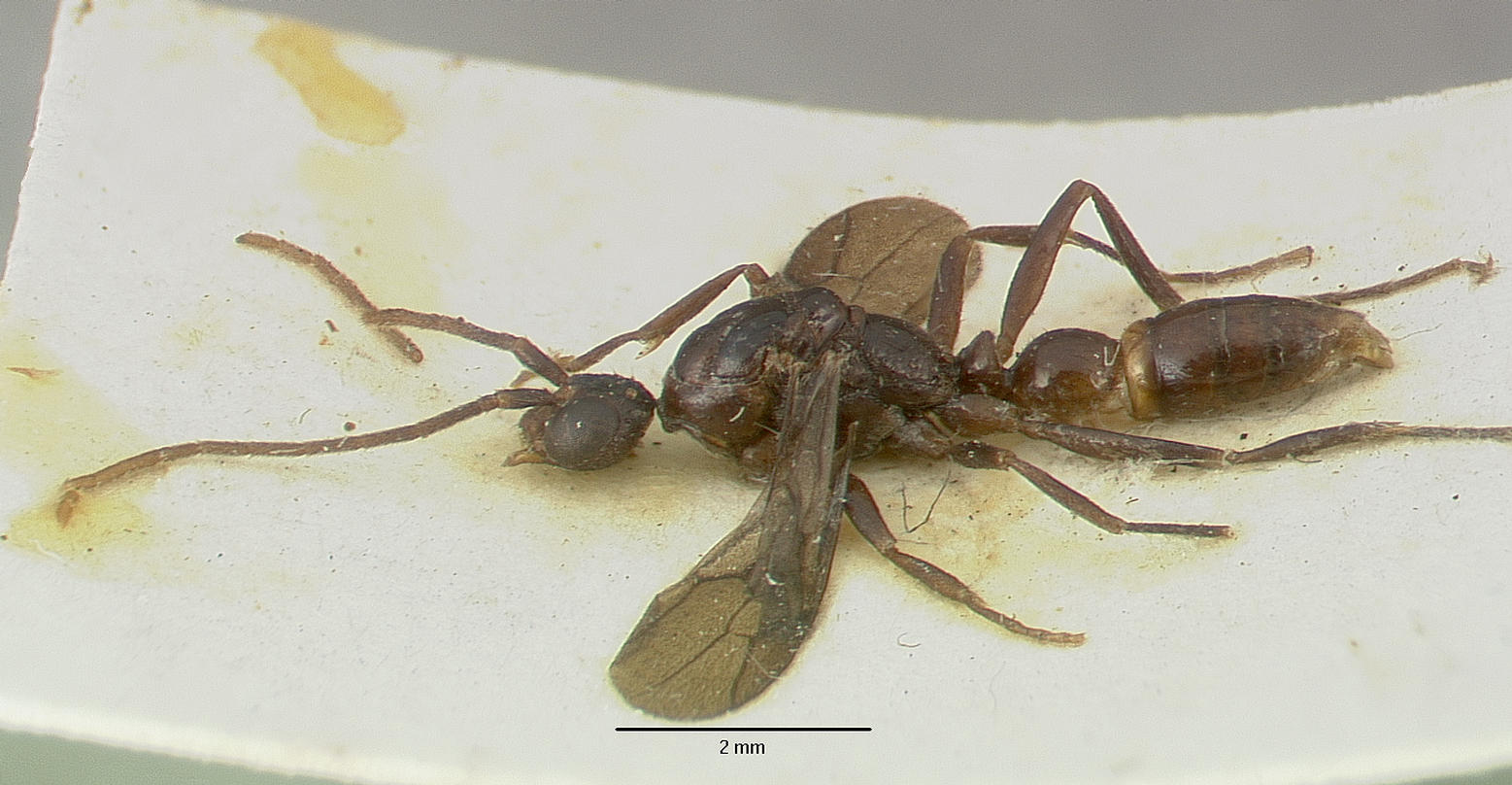